# مقياس نانومتري

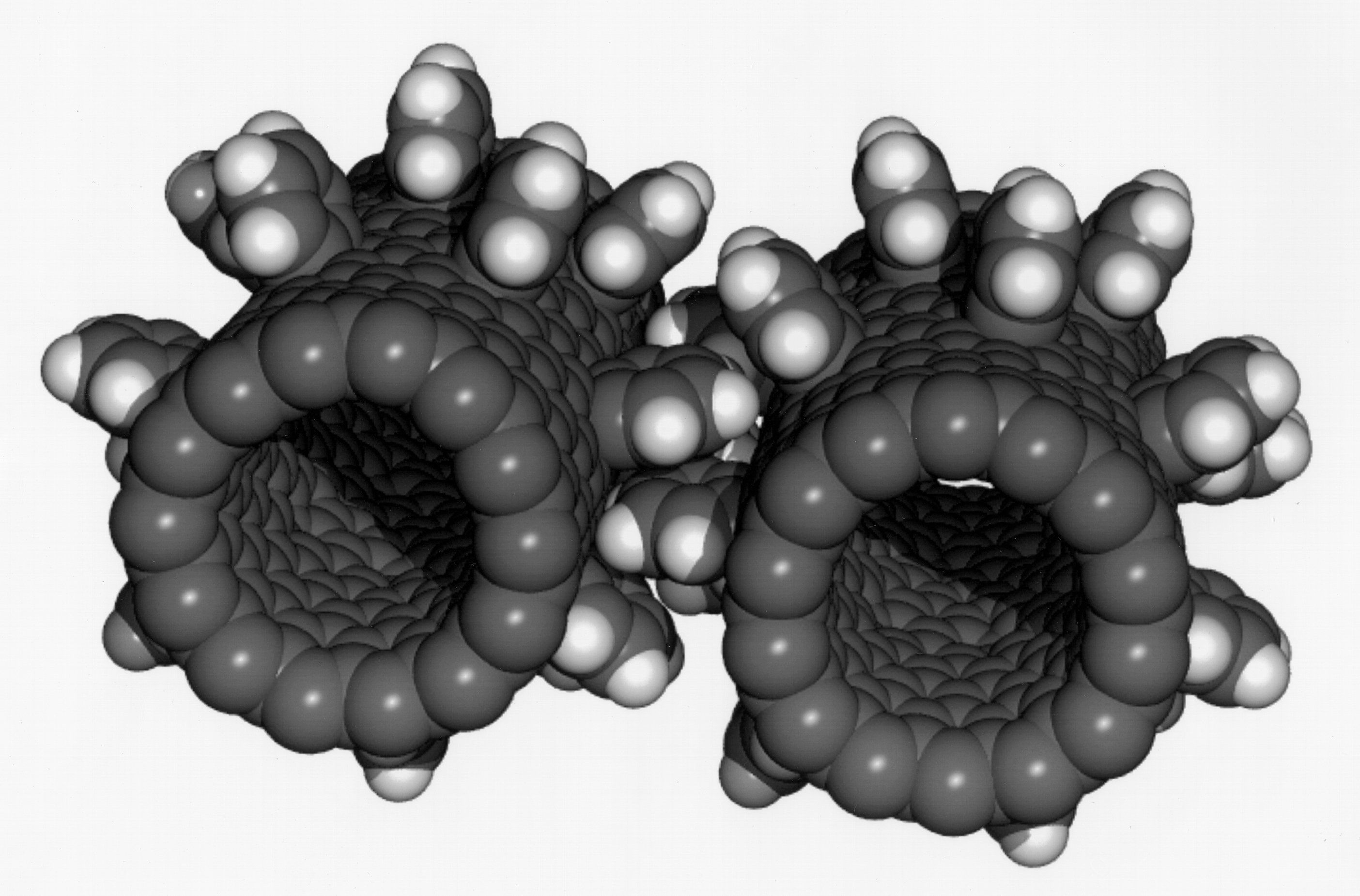
يقوم قسم أنظمة محاكاة الفضاء الجوي العددي (NAS) التابع لمركز أبحاث أميس التابع لناسا، في موفيت فيلد، كاليفورنيا بإجراء بحث في الأجهزة ذات الحجم الجزيئي المعروفة باسم تقنية النانو. تُظهِر هذه الصورة اثنتين من "تروس الفوليرين النانوية" بأسنان متعددة.

مقياس نانومتري هو مصطلح عادة ما يشير إلى أجسام ذات طول نانومتري (على مستوى نانومتر)، وعادة ما تكون بين 1-100 نانومتر. فإن المقياس النانومتري يكون أدنى من المتوسطة النطاق بالنسبة لمعظم المواد الصلبة.
لأهداف تقنية، المقياس النانومتري هو مقياس حيث تحدث فيه تقلبات للخصائص المتوقعة (بسبب الحركة وتصرف الجسيمات المنفردة) لا يمكن تطبيقها إلى حد عتبات معينة (غالباً بضعة نسب) , ويجب وقوعها بشكل صارم في سياق أية مشكلة جسيمية.
عادة يرمز للمقياس النانومتري كنقطة حيث خصائص المادة تتغير ; فوق تلك النقطة خصائص المادة مسببة من قبل تأثير الكتلة أو الحجم، بالتحديد حيث الذرات تظهر، كيف هم مترابطات، وبأية نسب معينة. تحت هذه النقطة، خصائص المادة تتغير، وحيث نوع الذرات الموجودة وتوجهاتها النسبية لا تزال مهمة , 'تأثير مساحة السطح' (وأيضا يشار لها بتأثير الكمية أو التأثير الكمي) تصبح هذه العوامل أكثر وضوحاً بسبب هندسة المادة (كم سمكها، كم عرضها، إلخ) , بحيث، في هذه الأبعاد الصغيرة، تستطيع أن تمتلك تأثير جذري على الأوضاع المكممة، وبحيث خصائص المادة.